# 1905 en Italie
Chronologie de l'Italie
- 1901
- 1902
- 1903
- 1904
- 1905
- 1906
- 1907
- 1908
- 1909

## Événements
- 24 février : achèvement du tunnel du Simplon entre l’Italie et la Suisse[1].
- 24 février : le gouvernement italien présente au Parlement un projet de loi pour la nationalisation des chemins de fer et pour interdire la grève des cheminots qui répliquent en proclamant une grève du zèle[2],[3].
- 4 mars : constatant son impuissance, Giovanni Giolitti démissionne, prétextant son état de santé[2]. Tommaso Tittoni (Gouvernement Tittoni, 16 mars-27 mars), puis Alessandro Fortis (gouvernements Fortis I, 28 mars-22 décembre, et II, 24 décembre-8 février 1906 ), lui succèdent comme présidents du Conseil en Italie[4].
- 22 avril : le nouveau gouvernement italien obtient du Parlement l’approbation de la loi sur la nationalisation des chemins de fer[5]. Le Ferrovie dello Stato Italiane est créé par un décret royal du 15 juin[6].
- 11 juin : encyclique Il fermo proposito (it). le pape Pie X autorise les catholiques à participer à la vie publique sans pour autant lever le Non expedit qui leur interdit de participer aux élections législatives[7]. Il favorise la naissance d'une nouvelle organisation laïque catholique qui prend le nom d'Azione Cattolica, l’Action catholique, dont les dirigeants, conservateurs, sont soumis au clergé. Luigi Sturzo la dirige[8].

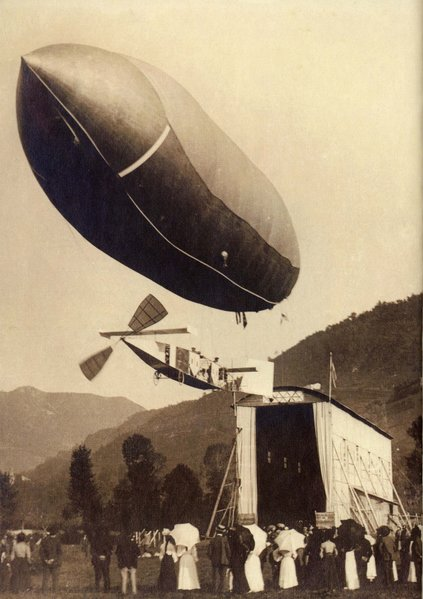
Lancement de lAeronave Italia le premier dirigeable italien le 17 juin 1905.

- 8 septembre : un tremblement de terre en Calabre[9] attire l’attention du pays sur les conditions du Midi.
- 24 décembre : durement critiqué à la suite d’une convention avec l’Espagne qui défavorise l’agriculture du Midi, Fortis démissionne. Le roi lui confie la formation d’un nouveau gouvernement[4].

## Culture

### Films italiens sortis en 1905
- La presa di Roma (20 settembre 1870) (La Prise de Rome (20 septembre 1870)), film muet réalisé par Filoteo Alberini, considéré comme le « premier film » (au sens d'une création artistique cinématographique) de l'histoire du cinéma italien.

### Livres parus en 1905
- Il Santo (Le Saint), roman d'Antonio Fogazzaro

### Opéras créés en 1905
- 12 mars : Re Enzo, opéra comique de Respighi, créé au Teatro del Corso de Bologne.
- 16 mars :  Amica, opéra de  Pietro Mascagni, créé à l'Opéra de Monte-Carlo.

## Naissances en 1905
- 21 mai : Berto Ricci  (Roberto Ricci), écrivain, poète et journaliste, l'un des grands penseurs du fascisme. († 2 février 1941)
- 25 mai : Manlio Rossi-Doria, économiste, universitaire et homme politique. († 5 juin 1988)
- 1er novembre : Aldo Fabrizi, acteur, scénariste et réalisateur. († 2 avril 1990)

## Décès en 1905
- 18 juin : Carmine Crocco, 75 ans, hors-la-loi, figure majeure du brigandage post-unitaire dans la région de la Basilicate. (° 5 juin 1830).
- 28 octobre : Giuseppe Scarabelli, 85 ans, géologue, paléontologue et homme politique, sénateur du royaume d'Italie, membre de l’Académie des Lyncéens. (° 15 septembre 1820)